# Jeleniowate

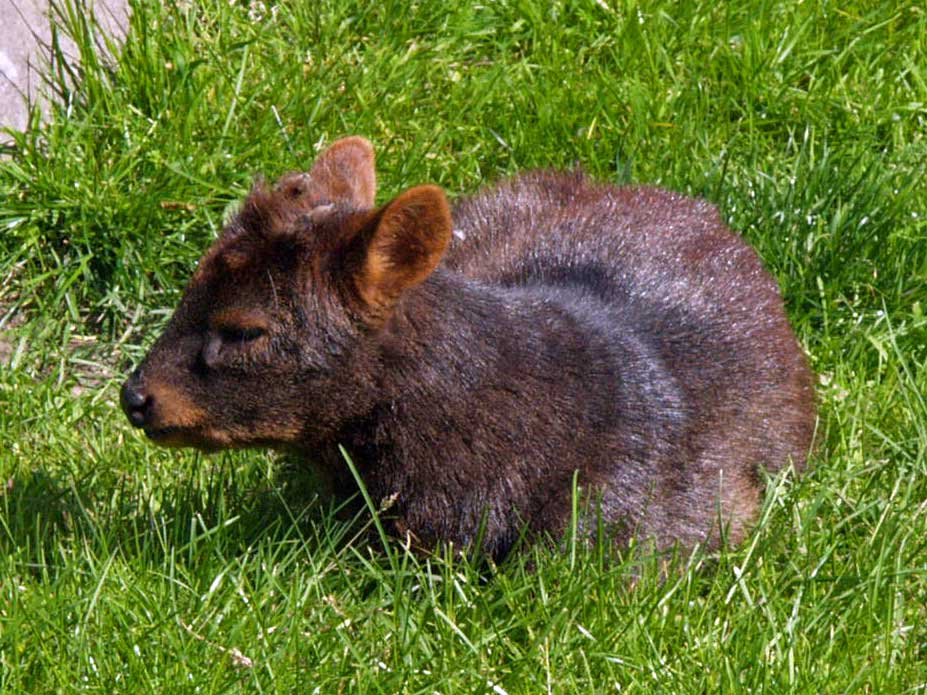
Pudu południowy (Pudu puda) – uważany za najmniejszego jelenia świata, do roku 1997, kiedy odkryto mundżaka liściowego (Muntiacus putaoensis)

Jeleniowate, pełnorożce (Cervidae) – rodzina ssaków z rzędu parzystokopytnych (Atriodactyla). Należą do niej zwierzęta o kostnym, pełnym porożu (w przeciwieństwie do rogów) ulegającym u większości gatunków corocznej zmianie. Przykładowi przedstawiciele to: renifer tundrowy, mulak białoogonowy, mundżak indyjski, jeleń szlachetny, sarna europejska, łoś euroazjatycki, daniel zwyczajny, czy jeleń wschodni.

## Występowanie
Jeleniowate zamieszkują lasy, lasostepy, tereny bagniste i tundrę wszystkich kontynentów poza Australią, gdzie niektóre gatunki zostały introdukowane, i Antarktydą. Żyją na równinach i w górach. Niektóre gatunki przystosowały się do życia w agroekosystemach sąsiadujących z lasami (sarna, mulak białoogonowy, mazama ruda).

## Budowa ciała
Są to zwierzęta wysmukłe i dobrze przystosowane do biegu, mają silną szyję i głowę zwężającą się ku przodowi. Przednia część głowy nad pyskiem, zwana chrapami, jest u prawie wszystkich jeleniowatych naga, jedynie renifery mają chrapy owłosione. Warga górna jest nieprzedzielona, a w górnej szczęce są osadzone kły (tzw. grandle), w górnej szczęce brak siekaczy, a zęby policzkowe nie mają wysokiej korony. Długie i zgrabne nogi są zakończone wąskimi, zaostrzonymi racicami, boczne niedorozwinięte palce kończą się raciczkami, tzw. repetkami lub szpilami. Ogon jest zwykle bardzo krótki. Samice mają dwie pary sutków. Uzębienie składa się z 32–34 zębów.

### Poroże
Poroże u wszystkich prawie gatunków (z wyjątkiem reniferów) występuje tylko u samców. Stanowi oręż niezbędny bykowi do obrony i w walce o samice podczas godów.

### Sierść
Owłosienie gładkie lub szorstkie, z dobrze rozwiniętą warstwą włosów wełnistych. U niektórych gatunków formuje się broda, grzywa, czub lub kołnierz, latem uwłosienie jest plamiste, a zimą jednolite. Zwykle młode są wyraźnie plamiste, mają biało cętkowany tułów, niekiedy również szyję. Na tyle ciała występuje jasna plama, tak zwane lustro, wyraźniejsze w zimie niż w lecie. Jeleniowate zmieniają sierść dwa razy do roku.

## Tryb życia
Wszystkie gatunki jeleni żywią się pokarmem roślinnym. Żyją zwykle w stadach, samce niektórych gatunków, zwłaszcza starsze – wybierają samotniczy tryb życia. Dojrzewają płciowo w wieku 0,5–3 lat. W porze godowej samce prowadzą pomiędzy sobą zażarte walki. Ciąża trwa od 6 do 10 miesięcy. Samica rodzi zwykle raz do roku jedno młode, tylko niektóre gatunki rodzą troje i więcej młodych.

## Ewolucja
Najdawniejsze szczątki jeleniowatych pochodzą z oligocenu. W plejstocenie żyły jelenie o kolosalnym porożu, jak np. jeleń olbrzymi (Megaloceros giganteus), oraz Candiacervus.

## Systematyka
Do rodziny należą następujące występujące współcześnie podrodziny:
- Cervinae Goldfuss, 1820 – jelenie
- Capreolinae Brookes, 1828 – sarny

Opisano również podrodziny wymarłe:
- Dicrocerinae Simpson, 1945[12]
- Lagomerycinae Pilgrim, 1941[13]

Opisano również rodzaje wymarłe nie sklasyfikowane w żadnej z podrodzin:
- Amphiprox Haupt, 1935[14] – jedynym przedstawicielem był Amphiprox anoceros (Kaup, 1839)
- Cervavitulus Kretzoi, 1951[15] – jedynym przedstawicielem był Cervavitulus mimus Kretzoi, 1951
- Euprox Stehlin, 1928[16]
- Lijiangocerus Li Youheng & Han Defen, 1978[17] – jedynym przedstawicielem był Lijiangocerus speciosus Li Youheng & Han Defen, 1978
- Lucentia Azanza & Montoya, 1995[18]
- Muva Deraniyagala, 1958[19] – jedynym przedstawicielem był Muva sinhaleya Deraniyagala, 1958
- Oschinotherium Belyayeva, 1974[20] – jedynym przedstawicielem był Oschinotherium orlovi Belyayeva, 1974